# Samtgemeinde Nordhümmling
Die Samtgemeinde Nordhümmling ist eine Samtgemeinde im Landkreis Emsland in Niedersachsen. Sie wurde im Rahmen der Verwaltungs- und Gebietsreform im Jahre 1973 gegründet. Sitz der Samtgemeinde ist Esterwegen.

## Geografie

### Geografische Lage
Die Samtgemeinde Nordhümmling liegt im Nordosten des Landkreises und erstreckt sich über eine Fläche von 142,63 km².

### Nachbargemeinden
Die Samtgemeinde grenzt im Norden an die Gemeinden Rhauderfehn und Ostrhauderfehn im Landkreis Leer, im Osten an die Gemeinde Saterland und die Stadt Friesoythe im Landkreis Cloppenburg, im Süden an die Samtgemeinde Werlte und die Samtgemeinde Sögel, im Westen an die Samtgemeinde Dörpen und im Nordwesten an die Stadt Papenburg.

### Die Gemeinden
Einwohner am 30. September 2021
| Lage der Mitgliedsgemeinden in der Samtgemeinde Nordhümmling | 1. Bockhorst 974 2. Breddenberg 823 3. Esterwegen 5433 4. Hilkenbrook 784 5. Surwold 4307 |

## Politik
Der Verwaltungssitz der Samtgemeinde befindet sich in Esterwegen.

### Samtgemeinderat
Der Rat der Samtgemeinde Nordhümmling besteht aus 30 Ratsfrauen und Ratsherren. Dies ist die festgelegte Anzahl für eine Gemeinde mit einer Einwohnerzahl zwischen 12.001 und 15.000 Einwohnern. Die Ratsmitglieder werden durch eine Kommunalwahl für jeweils fünf Jahre gewählt. Die aktuelle Amtszeit begann am 1. November 2021 und endet am 31. Oktober 2026.
Stimmberechtigt im Rat der Samtgemeinde ist außerdem der hauptamtliche Samtgemeindebürgermeister. Somit hat der Samtgemeinderat 31 Mitglieder.
Die letzte Kommunalwahl am 12. September 2021 ergab das folgende Ergebnis:
- CDU – 18 Sitze
- SPD – 6 Sitze
- UWG – 4 Sitze
- FDP – 1 Sitz
- Einzelbewerber – 1 Sitz

### Samtgemeindebürgermeister
Von 2001 bis 2014 war Hermann Tebben hauptamtlicher Samtgemeindebürgermeister, der von Stefan Eichhorn am 1. November 2014 als Nachfolger abgelöst wurde. Im April 2018 verstarb er.
Am 23. September 2018 wurde Christoph Hüntelmann (parteilos) als Nachfolger des verstorbenen Stefan Eichhorn mit 63,8 % Ja-Stimmen zum neuen Samtgemeindebürgermeister gewählt. Dieser war zuvor langjähriger Erster Samtgemeinderat als allgemeiner Vertreter des Samtgemeindebürgermeisters.

### Vertreter im Land- und Bundestag
Die Samtgemeinde ist Teil des Landtagswahlkreis Papenburg. Er umfasst neben der Stadt Papenburg auch die Gemeinden Rhede (Ems) und die Samtgemeinden Dörpen, Lathen, Nordhümmling, Sögel und Werlte. Zur Landtagswahl in Niedersachsen 2017 traten fünf Direktkandidaten an. Direkt gewählter Abgeordneter ist Bernd Busemann (CDU).
Nordhümmling gehört zum Bundestagswahlkreis Unterems (Wahlkreis 25), der aus dem Landkreis Leer und dem nördlichen Teil des Landkreises Emsland besteht. Der Wahlkreis wurde zur Bundestagswahl 1980 neu zugeschnitten und ist seitdem unverändert. Bislang setzten sich in diesem Wahlkreis als Direktkandidaten ausschließlich Vertreter der CDU durch. Bei der Bundestagswahl 2021 wurde die CDU-Abgeordneten Gitta Connemann aus Leer direkt wiedergewählt. Über Listenplätze der Parteien zogen Anja Troff-Schaffarzyk (SPD) und Julian Pahlke (Grüne) aus dem Wahlkreis in den Bundestag ein.

### Wappen, Flagge und Dienstsiegel
Die Samtgemeinde Nordhümmling erhielt am 10. Juli 1975 durch  Regierungspräsidenten in Osnabrück die Erlaubnis, das nachstehend beschriebene und von Ulf-Dietrich Korn entworfene Wappen zu führen.
Wappenbeschreibung
„Das Wappen der Samtgemeinde zeigt von Rot über Silber im Wellenschnitt geteilt oben eine silberne Buche, deren Stamm vorn von einem silbernen Johanniterkreuz begleitet wird, unten ein schwarzes Hünengrab aus drei Trage- und zwei Decksteinen.“
Begründung
Das Wappen spiegelt die Geschichte der Samtgemeinde sowie deren Lage wider. Der Hümmling ist u. a. durch zahlreiche Großsteingräber bekannt und somit charakteristisch für die Gemeinde. Die fünf Steine stehen für Esterwegen, Surwold, Bockhorst, Hilkenbrook und Breddenberg. Die Orte Esterwegen und Surwold liegen inmitten ausgedehnter mooriger Niederungen auf einem Geestrücken, der seit langer Zeit mit Buchenwald bewachsen ist. Dieser Wald ist eine Seltenheit in der sonst baumlosen Moorlandschaft und als Charakteristikum der Gegend bekannt. Auf dem Gebiet on Esterwegen stifteten die Grafen von Bentheim an den Johanniterorden, der dort eine Kommende einrichtete, die als Keimzelle des Ortes angesehen werden kann und bis 1570 bestand. Zur Erinnerung an die Kommende wurde das Johanniterkreuz neben die Buche gesetzt. Der Wellenschnitt steht für den Küstenkanal, der alle Gemeinden berührt.
Flaggenbeschreibung
„Die Flagge der Samtgemeinde Nordhümmling zeigt auf einem quadratischen Flaggentuch von Rot über Weiß im Wellenschnitt geteilt oben eine Weiße Buche, deren Stamm vorn von einem weißen Johanniterkreuz begleitet wird, unten ein schwarzes Hünengrab aus drei Trage- und zwei Decksteinen.“
Dienstsiegel
Das Dienstsiegel enthält das Wappen mit der Umschrift „SAMTGEMEINDE NORDHÜMMLING Landkreis Emsland“.

## Einwohner
Mit 85 Einwohnern pro Quadratkilometer liegt die Einwohnerzahl pro Quadratkilometer unter dem Durchschnitt des Landkreises Emsland (108 Einwohner pro km²).

## Kultur und Sehenswürdigkeiten
Die Mitgliedsgemeinden der Samtgemeinde eignen sich insbesondere zum Radfahren und Wandern. Esterwegen und Surwold sind „Staatlich anerkannte Erholungsorte“. Am Erikasee gibt es Freizeiteinrichtungen, der ein Treffpunkt für Jugendliche und junge Erwachsene darstellt.
In der Gemeinde Surwold liegt ein 34 ha großes Erholungsgebiet, „Surwolds Wald“.
Außerdem gibt es die Gedenkstätte der Emslandlager als Stätte europäischer Erinnerungskultur.